# Drvenik Mali
Drvenik Mali (også kaldet Ploča af lokalbefolkningen;) er en ø i Kroatiens del af Adriaterhavet. Den ligger i den midterste del af Dalmatiens øhav, vest for Drvenik Veliki, 8 km fra Trogir, og har et areal på 3,43 km².
Den eneste bosættelse på øen er landsbyen af samme navn med en befolkning på 87 (2011). Kysten er godt indskåret, og havet omkring øen er lavt og derfor velegnet til fiskeri.  Den højeste top er 79 meter høj. De vigtigste erhverv er landbrug (mest olivener), fiskeri og turisme.